# Claude-François-Xavier Millot
Pour les articles homonymes, voir Millot.
Claude-François-Xavier Millot, né le 5 mars 1726 à Ornans et mort le 20 mars 1785 à Paris, est un homme d'Église, un homme de lettres et un historien français.

## Biographie
Il est le fils de Nicolas Benoît Millot (+ à Besançon le 25-04-1757), secrétaire de la municipalité de Besançon, et de Marguerite Guillaume (+ à Besançon le 15-06-1777). Il est le frère de Pierre-Philippe Millot (1739-1817) député du clergé du bailliage de Besançon aux états généraux qui démissionne à la fin du mois de juillet 1789 pour raison de santé.   
Millot entre tout jeune chez les Jésuites. Il enseigne dans plusieurs de leurs collèges, dont ceux de Lyon où il est professeur de rhétorique (1750-1758).  Il quitte ensuite la Compagnie de Jésus.
En 1762-1767, il est grand vicaire ou vicaire général de l'archevêque de Lyon, Mgr de Montazet (il est ancien grand vicaire en 1768). Il est aussi aumônier du roi de Pologne (1765-1766).   
En 1768, il est appelé dans le duché de Parme « pour concourir, par son travail, à l'établissement d'une espèce d'École militaire pour l'éducation de la noblesse ». La disgrâce du marquis de Felino le ramène en France en 1771.   
En 1778, il est nommé précepteur du duc d'Enghien (1772-1804) avec 12 000 livres d'honoraires par an selon la Correspondance littéraire secrète.  

### L'homme de lettres et l'historien
Dans les années 1750, il rédige plusieurs discours sur des sujets proposés pour des concours académiques. En 1757, son discours où il fait l'éloge de Montesquieu remporte le prix de l'académie de Dijon.  
Il devient membre de l'académie de Lyon en 1760, associé externe de la Société Littéraire de Châlons-sur-Marne en 1768. Il est aussi membre de l'académie de Nancy (1765-1777). 
Il est élu à l'Académie française en 1777 grâce à l'appui de d'Alembert qui aurait rassuré ses amis philosophes en leur disant qu“il n'a de prêtre que l'habit”.  
Il est l'auteur de plusieurs ouvrages d'histoire très estimés et qui ont été réédités.

## Œuvres
- Discours sur cette question, S'il est plus difficile de conduire les hommes que de les éclairer, lu à la séance publique de la Société Royale des Sciences & Belles-Lettres de Nancy le 8 mai 1765, par l'Abbé Millot, Aumônier du Roi de Pologne, de l'Académie de Lyon & de Nancy, Nancy, G. Regnault, 1765. Document numérisé.
- Éléments de l'histoire de France, depuis Clovis jusqu'à Louis XV, 1767-1769 (tome 2, Paris, Durand neveu, 1768, par l'abbé Millot, "Ancien Grand-Vicaire de Lyon, Prédicateur ordinaire du Roi, des Académies de Lyon & de Nancy", documenté numérisé sur gallica). Plusieurs éditions.
- Élémens de l’histoire d’Angleterre, depuis son origine sous les Romains, jusqu’au regne de George II, Paris, Durand neveu, 1769, 3 volumes. Plusieurs éditions (3e en 1776).
- Éléments d'histoire générale ancienne et moderne, 1772-1783, 9 volumes (tome 1, Histoire ancienne, Paris, Prault, 1772; tome 2, Histoire moderne, Paris, Prault, 1773). Traduit en allemand (1777-91), en danois (1775), en hollandais (1776), en anglais (1778), en suédois (1777), en italien (1778), en portugais (1780), en espagnol (1791).
- Histoire littéraire des troubadours contenant leurs vies, des extraits de leurs pièces, et plusieurs particularités sur les mœurs, les usages et l'histoire du douzième et du treizième siècle, d'après les recherches de Jean-Baptiste de La Curne de Sainte-Palaye, Paris, Durand neveu, 1774, 3 volumes.
- Mémoires politiques et militaires pour servir à l'histoire de Louis XIV et de Louis XV, composés sur les pièces originales recueillies par Adrien-Maurice, duc de Noailles, maréchal de France, ministre d'État (2e édition, Paris, Moutard, 1777).
- Élémens de l'histoire d'Allemagne - 3 tomes, à Paris, chez Le Normant, 1807 (ouvrage posthume publié d'après le manuscrit original).